# Iddo Goldberg

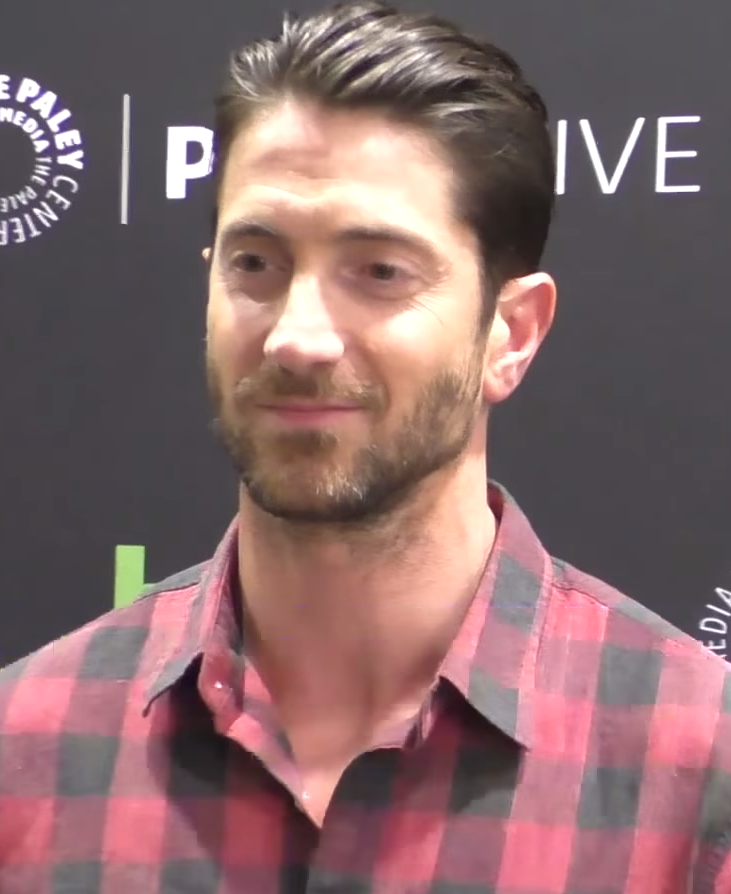
Iddo Goldberg (2016)

Iddo Goldberg (hebräisch עדו גולדברג‎; * 5. August 1975 in Haifa, Israel) ist ein britisch-israelischer Schauspieler.

## Leben und Karriere
Iddo Goldberg wurde in Haifa geboren. Im Alter von zehn Jahren zog er mit seiner Familie nach England. Dort lebte er in St. John’s Wood.
Goldberg war in Filmen wie The Defender, A Little Trip to Heaven, Hauptsache verliebt, Defiance – Für meine Brüder, die niemals aufgaben, The Tournament und The Tourist zu sehen. Des Weiteren absolvierte er in verschiedenen Serien Gastauftritte, so zum Beispiel in Little Britain, Last Rights, Skins – Hautnah, Waking the Dead – Im Auftrag der Toten und The Mentalist. Eine Hauptrolle hatte er von 2007 bis 2011 als Ben in Secret Diary of a Call Girl.
Im Juni 2012 heiratete er seine ehemalige Serienkollegin und Revenge-Darstellerin Ashley Madekwe nach fünf Jahren Beziehung auf einem britischen Landsitz.

## Filmografie (Auswahl)
- 2001: Uprising – Der Aufstand (Uprising)
- 2002: L’auberge espagnole
- 2004: Little Britain (Fernsehserie, Folge 2x05)
- 2004: The Defender
- 2005: Last Rights (Fernsehserie)
- 2005: Nathan Barley (Fernsehserie, 3 Folgen)
- 2007: Skins – Hautnah (Skins, Fernsehserie, Folge 1x03)
- 2007–2011: Secret Diary of a Call Girl (Fernsehserie, 31 Folgen)
- 2008: Defiance – Für meine Brüder, die niemals aufgaben (Defiance)
- 2009: The Courageous Heart of Irena Sendler
- 2009: The Tournament
- 2010: The Tourist
- 2011: Christopher und Heinz – Eine Liebe in Berlin (Christopher and His Kind)
- 2011: Waking the Dead – Im Auftrag der Toten (Waking the Dead, Fernsehserie, 2 Folgen)
- 2012: The Mentalist (Fernsehserie, Folge 4x13)
- 2013: Navy CIS (NCIS, Fernsehserie, Folge 10x21)
- 2013: Last Passenger
- 2013: Peaky Blinders – Gangs of Birmingham (Fernsehserie, 6 Folgen)
- 2013: Mob City (Fernsehserie, 5 Folgen)
- 2014–2017: Salem (Fernsehserie, 34 Folgen)
- 2015: Tut – Der größte Pharao aller Zeiten (Tut, Miniserie, 3 Folgen)
- 2017: Die Frau des Zoodirektors (The Zookeeper’s Wife)
- 2017: Freedom Fighters: The Ray (Fernsehserie, 3 Folgen, Stimme)
- 2018: Anon
- 2018: Driven
- 2019: Faith
- 2020: Westworld (Fernsehserie, 3 Folgen)
- 2020–2024: Snowpiercer (Fernsehserie)